# Kreisgericht Johannisburg
Das Kreisgericht Johannisburg war ein preußisches Kreisgericht in der damaligen Provinz Preußen mit Sitz in der Kreisstadt Johannisburg.

## Geschichte
In Bezirk des Kreisgerichts Johannisburg bestanden bis 1849 das königliche Land- und Stadtgericht Johannisburg sowie viele Patrimonialgerichte.
1849 wurden in Preußen einheitlich Kreisgerichte geschaffen. Hierbei wurde die Patrimonialgerichtsbarkeit abgeschafft und die Patrimonialgerichte wurden aufgehoben. Auch die eingangs genannten Gerichte wurden aufgehoben und es entstand das Königliche Kreisgericht Johannisburg. Es war für den Kreis Johannisburg zuständig.
Schwurgerichtssachen wurden beim Kreisgericht Lyck verhandelt. Am Gericht waren 1870 ein Direktor und sieben Kreisrichter eingesetzt. 1870 betrug die Zahl der Gerichtseingesessenen 43.413. Gerichtskommissionen bestanden in Arys und Bialla. Gerichtstage wurden in Drygallen gehalten.
Im Rahmen der Reichsjustizgesetze wurde das Gerichtswesen in Deutschland 1879 vereinheitlicht. Damit wurde das Kreisgericht Johannisburg aufgehoben und das königlich preußische Amtsgericht Johannisburg mit Wirkung zum 1. Oktober 1879 als eines von zehn Amtsgerichten im Bezirk des Landgerichtes Lyck als Nachfolger gebildet.